# Duluth International Airport
Duluth International Airport (IATA:  DLH, ICAO: KDLH, FAA LID: DLH) är en flygplats som ligger utanför staden Duluth, Minnesota i delstaten Minnesota i USA. Den betjänar området Duluth–Superior, inklusive Superior, Wisconsin.